# 北海道 朝まで生討論
北海道 朝まで生討論（ほっかいどう あさまでなまとうろん）は北海道テレビが放送していた
討論特別番組である。

## 番組概要
2010年から年に1度ペースで放送されており、番組の基本プロットは、キー局であるテレビ朝日が放送している『朝まで生テレビ!』と変わらず、導入VTR
から、司会者のオープニングへ入り討論に移る流れになっている。しかし、オープニングBGM等は独自の物を使用し、討論参加者、討論進行者の紹介は入場しながらでは無く、着席状態から行う番組構成になっている。
番組の放送が北海道内ローカルのため、出演する学者は北海道大学の教授等が多数を占めている。
また、朝生同様、朝まで生討論も番組放送中、Twitterでの意見募集をハッシュタグ「#HTB激論」で募り、そのツイートを番組放送中にテロップにて紹介している。
2014年からはYouTube、ニコニコ動画のニコニコ生放送、Ustreamにて権利上のニュースソース映像、CMを除いたものを同時放送した。
2015年12月5日、1年半振りに番組が復活。番組タイトルを『激論! どうする北海道』に改題したが、出演者の変更は無し。
2016年12月3日放送分を最後に本番組は放送されなくなった。

## 出演者

### 司会
- 佐藤よしつぐ（HTBアナウンサー）
- 吉田理恵（当時：HTBアナウンサー）- 2010年8月7日、2011年1月16日、2012年3月3日
- 西野志海（当時：HTBアナウンサー）- 2014年3月8日、8月23日、2015年12月5日
- 国井美佐（HTBアナウンサー）- 2016年12月3日

### 討論進行
- 田原総一朗（ジャーナリスト）- 2010年8月7日、2011年1月16日
- 川村晃司（テレビ朝日コメンテーター）- 2012年3月3日
- 宮脇淳（北海道大学公共政策大学院教授）- 2014年3月8日、8月23日、2015年12月5日、2016年12月3日

### 討論参加者
※ 肩書きは放送当時。
2010年8月7日
- 稲津久（公明党衆議院議員）
- 紙智子（日本共産党参議院議員）
- 坂本和昭（坂本ビル代表取締役社長、観光カリスマ）
- 佐々木隆博（民主党衆議院議員）
- 手嶋龍一（ジャーナリスト）
- 西尾正範（函館市長）
- 堀江貴文（実業家）
- 町村信孝（自民党衆議院議員）
- 松田一敬（北海道ベンチャーキャピタル社長）
- 山口二郎（当時：北大大学院法学研究科教授）
- 三浦里紗（知床羅臼町観光協会事務局長）

2011年1月16日放送分　テーマ「激論どうなる北方領土 返還交渉の課題と行方」
- 東郷和彦（外務省元東亜局長）
- 山口二郎（当時：北大大学院法学研究科教授）
- 佐々木隆博（民主党衆議院議員）
- 脇紀美夫（羅臼町町長）
- 岩下明裕（北大 スラブ研究センター教授）
- 宮田謙一（朝日新聞元モスクワ局長）
- 森本敏（拓殖大海外事情研究所所長）
- 町村信孝（自民党衆議院議員）
- 小泉敏夫（千島歯舞諸島居住者連盟理事長）
- 菅原恵理子（ユーラシア21研究所特別研究員）

2012年3月3日放送分　テーマ「東日本大震災から1年 今、私たちができること〜」
- 荒井聡（民主党参議院議員）
- 岩倉博文（苫小牧市長）
- 岡田弘（北大名誉教授）
- 音好弘（上智大教授）
- 香山リカ（精神科医）
- 木元教子（評論家、内閣府原子力委員会委員）
- 島津洋一郎（福井大国際原子力工学研究所教授）
- 西尾正道（北海道がんセンター院長）
- 長谷川岳（自民党参議院議員）
- 宮本英樹（NPO法人ねおす理事）
- 村上智彦（夕張希望の森理事長、医師）

2014年3月8日放送分　テーマ「情報と秘密 〜特定秘密保護法と知る権利〜」
- 森本敏（元防衛大臣）
- 山口二郎（北大大学院法学研究科教授）
- 藤野彰（北大大学院メディア・コミュニケーション研究員教授）
- 外岡秀俊（元朝日新聞東京本社編集局長）
- 青山繁晴（当時：株式会社独立総合研究所代表取締役社長）
- 福島瑞穂（社民党参院議員）
- 堀江貴文（実業家）
- 雨宮処凛（作家）
- 蛯子准吏（北大 公共政策大学院教授）
- 勝沼栄明（自民党衆議院議員）

2014年8月23日放送分　テーマ「集団的自衛権と北海道」
- 今津寛（自民党衆議院議員）
- 稲津久（公明党衆議院議員）
- 横路孝弘（民主党衆議院議員）
- 火箱芳文（元陸上幕僚長、三菱重工業顧問）
- 谷口真由美（大阪国際大学准教授）
- 宇野常寛（評論家）
- 藤野彰（北大大学院メディア・コミュニケーション研究員教授）
- 外岡秀俊（元朝日新聞 東京本社編集局長）
- 伊藤絢子（弁護士）

2015年12月5日放送分　テーマ「脱“消滅” 地方再生の一手とは」
VTR出演
- 石破茂（地方創生担当大臣、自民党衆議院議員）

パネリスト
- 中村裕之（自民党衆議院議員）
- 逢坂誠二（民主党衆議院議員）
- 菅原章嗣（喜茂別町長）
- 森永卓郎（経済アナリスト）
- 中野円佳（女性活用ジャーナリスト、元日本経済新聞社記者）
- 若生幸也（富士通総研公共事業部シニアコンサルタント、北大公共政策大学院研究員）
- 大石美也（株式会社株式会社アインファーマシーズ代表取締役社長）
- 小倉豊（有限会社トヨニシファーム会長）
- 阿部晃士（JTB北海道法人事業部コミュニケーション営業部長）
- 久間十義（小説家）

2016年12月3日放送分　テーマ「北方領土“返還”新たなアプローチとは"」
VTR出演
- 世耕弘成（ロシア経済分野協力担当大臣、経済産業大臣、自民党参議院議員）

パネリスト
- 今津寛（自民党衆議院議員）
- 佐々木隆博（民進党衆議院議員）
- 鈴木宗男（新党大地代表）
- 岩下明裕（北大スラブ・ユーラシア研究センター教授）
- 青山繁晴（自民党参議院議員、前株式会社独立総合研究所社長）
- 森永卓郎（経済アナリスト）
- 上田秀明（元外交官、在オーストラリア特命全権大使、京都産業大学客員教授）
- 脇紀美夫（千島歯舞諸島居住者連盟理事長）

Skype中継
- アナトーリ・コーシキン（東洋大学教授）
- ※前述の通り、この回が事実上の最終回となった。

## スタッフ
- 映像協力：テレビ朝日
- 制作協力：BgBee、ONBEAT、ANN系列各社、KYORITZ、miruca
- 制作著作：HTB